# Kis kacsa fürdik
A Kis kacsa fürdik egy népi eredetű gyermekmondóka kezdő sora, illetve az ehhez kapcsolódó körjátékok neve. Eredetileg a Dunántúlon volt ismert, később különböző változatokban országosan elterjedt.  Kiss Áron Magyar gyermekjátékgyűjteményében jelent meg 1891-ben.
A dalban utalás található a lengyel–magyar kapcsolatok emlékére.
Feldolgozás:
| Szerző          | Mire                | Mű                                | Előadás |
| --------------- | ------------------- | --------------------------------- | ------- |
| Bárdos Lajos    | gyermekkar          | Kicsinyek kórusa I. füzet 9. dal. | [ 2 ]   |
| Bárdos Lajos    | ének, zongora       | Pianoforte II. 30. dal            |         |
| Gárdonyi Zoltán | négykezes zongora   | Bújj, bújj, zöld ág, 12. darab    |         |
| Petres Csaba    | két furulya         | Tarka madár, 23. és 31. kotta     |         |
| Ludvig József   | ének, gitárakkordok | Kis kacsa fürdik…, 5. oldal       |         |

## A mondóka
A gyermekmondóka több változatban ismert. A Magyar néprajzi lexikon.  szerzői által feljegyzett változat:
| Kis kacsa fürdik, fekete tóba', anyjához készül Lengyelországba, síkos a talpa, magos a sarka, fordulj ki, fordulj ki aranyos Mariska. Más változatban: […] Fordulj ki, fordulj, szép aranyalma. | { << \relative c' { \key d \minor \time 2/4 \tempo 4 = 60 % \set Staff.midiInstrument = "drawbar organ" \transposition c' % Kis kacsa fur-dik fe- ke-te toban, d4 d8 d a'4 a bes a8 g g4 g % anyja-hoz keszul Lengyel-orszagba. a g8 f f4 f g f8 e d4 d \bar "\|." } \addlyrics { Kis ka -- csa für -- dik fe -- ke -- te tó -- ba', any -- já -- hoz ké -- szül Len -- gyel -- or -- szág -- ba. } \addlyrics { Sí -- kos a tal -- pa, ma -- gos a sar -- ka, for -- dulj ki, for -- dulj, szép a -- rany -- al -- ma. } >> } |

Ismert a mondóka folytatása is:
Lengyel mondja, szép kis menyecske,
öleld, csókold, akit szeretsz, kapd be.
Egy másik folytatás szerint:
Szántottam földet, vetettem gyöngyöt,
hajtottam ágát, szedtem virágát.

## Körjátékok
A Kis kacsa fürdik egy énekes gyermekjáték, úgynevezett kifordulós egyszerű körjáték. A gyermekek egymás kezét fogva kört alkotnak, arccal a kör középpontja felé néznek, a mondókát énekelve körbejárnak. A mondóka utolsó sorában mindig más keresztnevet énekelnek; akinek a neve elhangzik, kifordul és úgy halad tovább.
A másik változatban az egyik gyerek a körön kívül egy kendővel a kezében jár körbe. A dal utolsó sora alatt két gyereket megérint a kendővel, mire ők kifordulnak. Amikor mindenki kifordult, többféleképpen lehet folytatni:
- Ugyanúgy, ahogy eddig, csak a megérintett két gyerek befordul.
- A két legnagyobb gyerek feltartott kézzel kaput csinál. A legkisebb befordul, és a kört maga után húzva átbújik rajta. Végül a két „kapu” is csatlakozik hozzájuk, majd új kört alkotva folytatódik a játék.
- A gyerekek az alábbi versre forogni kezdenek. Amikor valamelyikük elesik, megcsipkedik.

Majd elválik az igazság,

Ki lopta el a kis baltát!
- A „Ki lopta el a patkót?” kiáltásra széjjelhúzzák a kört. Ahol elszakad, az a játszó kiesik.

## Felvételek
- Népdalok. Énekesek: Tamoga Éva, Marton Edit, Gyulassy Györgyi, és Jankura Ági  KMCSSZ (Hozzáférés: 2016. január 30.) (audió)
- Kis kacsa fürdik. Ovitévé  YouTube (2012. szeptember 27.)  (Hozzáférés: 2016. január 30.) (videó)
- Ghymes: Kiskacsa fürdik Archiválva 2010. december 20-i dátummal a Wayback Machine-ben, mese.tv (2011. március 27.)

## Kapcsolódó lapok
- Ég a gyertya, ég